# Aleuropteryx arabica
Aleuropteryx arabica is een insect uit de familie van de dwerggaasvliegen (Coniopterygidae), die tot de orde netvleugeligen (Neuroptera) behoort. 
De wetenschappelijke naam Aleuropteryx arabica is voor het eerst geldig gepubliceerd door Meinander in 1977.